# GG Allin
GG Allin, pseudonimo di Kevin Michael Allin (Lancaster, 29 agosto 1956 – New York, 28 giugno 1993), è stato un cantautore statunitense.
Allin non è ricordato solamente per la sua musica, basata su testi controversi e provocatori su temi scottanti, quali misoginia, pedofilia, blasfemia e razzismo, ma anche e soprattutto per i suoi spettacoli dal vivo, che si caratterizzavano per gesti estremi come esibizione di nudo, defecazione sul palco, automutilazioni, sesso orale con i fan e frequenti risse. In alcuni casi arrivò a mangiare le sue stesse feci, o a lanciarle ai malcapitati troppo vicini al palco. 
Tra i gruppi più importanti di cui ha fatto parte vanno citati gli ANTiSEEN e i The Murder Junkies, nei quali milita suo fratello Merle.

## Biografia
Jesus Christ Allin (questo era il suo vero nome) nacque il 29 agosto 1956 all'ospedale Weeks' Memorial di Lancaster , nello stato del New Hampshire. Il nome gli fu dato dal padre, un uomo antisociale e molto religioso. In tenera età il fratello maggiore Merle Allin Jr. era incapace di pronunciare il nome Jesus e perciò inizio a chiamarlo Jeje, che divenne GG. GG trascorse l'infanzia in una casetta di legno senza acqua ed elettricità e il padre proibì qualsiasi conversazione in casa dopo il calare del sole.
Prima di iniziare la scuola (2 marzo 1962) la madre gli cambiò nome in Kevin Michael Allin e divorziò dal padre anni più tardi. Intanto il giovane Allin si appassionò al rock and roll che ascoltava alla radio e cominciò a far parte di vari gruppi, arrivando al debutto discografico con Always Was, Is, and Always Shall Be nel 1980 con gli Allin and The Jabbers.
Le prime influenze musicali di Allin furono i gruppi della British invasion degli anni sessanta come The Beatles, The Rolling Stones, e The Dave Clark Five. Nei primi anni settanta, Alice Cooper divenne uno dei suoi ispiratori principali. Ancora adolescente, insieme al fratello maggiore Pinky formò la sua prima band, i "Little Sister's Date", che durarono circa un anno. Il gruppo era dedito all'esecuzione di cover di brani di Aerosmith, KISS, The Stooges, ed altri gruppi hard rock dell'epoca. Nel 1975 formò la band "Malpractice" sempre insieme al fratello, ma stavolta anche con il musicista locale Jeff Penny, e con Brian Demurs (un compagno di scuola). Allin suonò la batteria nei Malpractice fino allo scioglimento della band nel 1977. Entrò quindi a far parte degli Stripsearch come batterista, e con loro pubblicò il singolo Galileo/Jesus in New York.
Dal settembre 1977 all'aprile 1984, Allin si esibì come frontman dei The Jabbers, suonando la batteria e cantando. Il suo album di debutto con i Jabbers fu Always Was, Is, and Always Shall Be pubblicato nel 1980 e prodotto da David Peel, che cantò addirittura nel brano What a Drag It Is to Be Dead. A questo punto della sua carriera, il produttore dei Dead Boys, Genya Ravan, gli faceva da manager. Tensioni tra i membri dei Jabbers crebbero sempre più dato il comportamento sempre più fuori controllo di Allin, ed il gruppo si sciolse poco tempo dopo. Nei primi anni ottanta, Allin militò in vari gruppi quali The Cedar Street Sluts, The Scumfucs (1982) e The Texas Nazis (1985). Sempre in ambito underground, acquisì una certa notorietà grazie alla diffusione della musicassetta Hated in the Nation (1987), contenente tracce miste di Allin incise con The Jabbers, The Scumfucs e Cedar Street Sluts.
A metà degli anni ottanta, Allin era ormai totalmente dipendente da eroina e alcool, abusando inoltre di varie altre sostanze stupefacenti. Nel 1985 inaugurò la sua caratteristica di defecare sul palco durante i concerti. La defecazione, il cospargere se stesso di feci tirandole poi al pubblico e a volte, addirittura, mangiarle divenne pratica abituale di ogni esibizione, insieme all'autolesionismo più estremo. Allin descrisse se stesso come "l'ultimo vero rocker": con ciò, intendeva dire che il rock and roll era iniziato come pericolosa forma di ribellione giovanile, anti-autoritaria e liberatoria, ma che si era poi ben presto annacquata e addomesticata su ordine delle multinazionali e del music business.
Uno dei suoi idoli maggiori era la leggenda del country Hank Williams, al quale si sentiva molto affine. Entrambi erano emarginati solitari, fuorilegge e tossicodipendenti (ed entrambi morti in giovane età). La passione di GG Allin per il country più "outlaw" è documentata nell'EP The Troubled Troubador, fortemente influenzato dalla poetica di Williams. Allin incise anche la sua particolare rilettura di Family Tradition di Williams, intitolandola Scumfuc Tradition. In seguito pubblicò un altro disco country, Carnival of Excess, uno dei suoi album più rifiniti. Allin era anche molto affascinato dai serial killer. Scrisse lettere e visitò in carcere John Wayne Gacy diverse volte e Gacy dipinse un ritratto di Allin, che divenne la copertina dell'album della colonna sonora del film Hated: GG Allin And The Murder Junkies. L'album Brutality and Blood For All, uscito postumo, indulge nelle fantasie omicide dei serial killer con brani come I Kill Everything I Fuck.
Durante questo periodo, Allin collaborò con la band Bulge (alias Psycho) nell'album Freaks, Faggots, Drunks & Junkies, con The Aids Brigade per l'EP Expose Yourself to Kids e con The Holymen (You Give Love a Bad Name); inoltre iniziò a esibirsi in monologhi recitati. All'epoca, i concerti di Allin venivano spesso interrotti dalla polizia dopo sole poche canzoni e numerosissime furono le denunce per oltraggio al pudore o aggressione. Altra caratteristica delle sue esibizioni era la continua minaccia del suicidio in diretta. Nel 1989 Allin scrisse a Maximum RocknRoll, dichiarando che si sarebbe suicidato sul palco durante la notte di Halloween del 1989. Tuttavia passò quel giorno in prigione e non poté mettere in atto il suo proposito.
Alla fine del 1989 Allin fu arrestato con l'accusa di "aggressione" ai danni di una spettatrice durante un concerto svoltosi a Ann Arbor, Michigan. Patteggiò la pena e venne rinchiuso in carcere dove rimase dal 25 dicembre 1989 al 26 marzo 1991.
Dopo essere uscito di prigione, Allin fece un altro tour di concerti filmati, alcuni dei quali sono visibili nel documentario di Todd Phillips Hated: GG Allin and the Murder Junkies (uscito postumo nel 1994). Il film contiene scene tratte da un concerto al Club Space di New York dove Allin si spoglia nudo, defeca sul pavimento, si spalma le feci sul viso e poi le getta sugli spettatori. Inoltre lancia una bottiglia di birra tra la folla, rompendo il naso a una donna, e aggredisce svariate altre persone tra il pubblico. La reputazione di "punk estremo" di Allin, gli fece guadagnare molte ospitate tv in vari talk show statunitensi, quali Geraldo, The Jerry Springer Show e The Jane Whitney Show, dove spesso veniva etichettato come supremo esempio negativo da non seguire. All'epoca della morte, Allin stava pianificando di registrare un album solo parlato. Menzionò anche di volere fare una tournée in Europa, parlandone entusiasticamente con gli amici poche ore prima del decesso.
L'ultimo concerto di GG Allin si svolse il 27 giugno 1993 in un piccolo locale chiamato "The Gas Station", tra la 194ª e la 2nd Street a Manhattan. Durante la seconda canzone venne a mancare l'elettricità e quindi Allin corse in strada nudo e coperto di sangue e feci, seguito da un nutrito numero di spettatori. Dopo aver girato per le strade per circa un'ora, Allin tornò a casa nell'appartamento che condivideva con l'amico John Handley (alias Johnny Puke). Lì continuò a far festa, assumendo grandi quantità di eroina e alcool, fino a morire di overdose. Le altre persone alla festa non si accorsero del decesso fino alla mattina seguente, quando Allin non dava ormai segni di vita e venne chiamata un'ambulanza. Allin fu dichiarato morto all'arrivo degli infermieri sul posto, all'età di 36 anni.
Morì dunque il 28 giugno 1993 a New York per overdose di eroina e alcool. Su richiesta del fratello, il corpo non fu lavato e il suo funerale divenne un party, durante il quale gli amici facevano le foto col cadavere, mettendogli in bocca droga e whisky. Il video del suo funerale è disponibile nel DVD Hated: GG Allin and the Murder Junkies.

## Nella cultura di massa
Diverse canzoni sono state dedicate all'artista, come quella degli Shandon: G.G. is Not Dead! dall'album Fetish del 2000. Esiste inoltre un brano in suo onore scritto da Hank Williams III intitolato P.F.F (Punch, Fight, Fuck).
Altra canzone dedicata a GG Allin è di AlphaDog prodotto da Q3Beats, che fanno parte della crew AspraDimora.
Allin è stato citato esplicitamente dagli artisti italiani Caparezza nella canzone Confusianesimo, da MadMan nella sua strofa in Brillo di Vegas Jones, da Lazza nella sua strofa in OKAY?! di Nitro ed infine è citato anche da Bugo nella canzone Io mi rompo i coglioni.

## Attività come musicista
- Malpractice
- The Stripsearch
- Little Sister's Date
- The Jabbers
- The Cedar Street Sluts
- The Scumfucs
- Bulge
- ANTiSEEN
- The Murder Junkies
- The Criminal Quartet
- The AIDS Brigade
- The Disappointments
- The Holymen
- The Fuckin Shitbiscuits
- The Texas Nazis
- The Toilet Rockers
- The Sewer Scum
- The NYC Sheiks
- The Drug Whores
- Afterbirth
- The Southern Baptists
- Shrinkwrap
- The Primates
- The Swankfucks
- His Illegitimate Kids
- Bloody Mess & The Skabs
- The New York Superscum
- David Peel
- MotorCity Badboys

## Discografia
La discografia di GG Allin è molto ampia, comprende almeno un centinaio di album, tra live, raccolte, demo, LP, album in studio, DVD, VHS, album postumi e altro, ma non si hanno dati certi su quanti ne abbia pubblicati.
Questi qui sotto elencati sono gli album più conosciuti e rappresentativi.

### Album

#### GG Allin
- Dirty Love Songs (1987)
- Hated in the Nation (1987)
- Freaks, Faggots, Drunks & Junkies (1988)
- Anti-Social Personality Disorder - Live (1990)
- Doctrine of Mayhem (1990)
- Bleedin', Stinkin' and Drinkin' (1991)
- Suicide Sessions (1991)
- Insult & Injury Volume 2 - The Bloody Years (1993)
- The Troubled Troubador (2000)
- Anti-Social Personality Disorder - Live!/The Best Of The Suicide Sessions (1997)
- Insult & Injury Volume 3 - 5-26-82 Providence, RI and More (1997)
- Insult & Injury Volume 4 - Live At The Rocket 2-15-87 Providence, RI (1997)
- Singles Collection (Volume One) (1998)
- The Singles Collection 1977-1991 - Expose Yourself (2004)

#### GG Allin & The Jabbers
- Always Was, Is, and Always Shall Be (1980)
- Banned in Boston (1989)

#### GG Allin & The Scumfucks
- Eat My Fuc (1983)
- GG Allin and The Scumfucs/Artless (1985)

#### GG Allin & The Texas Nazis
- Boozin' and Pranks (1983)

#### GG Allin & The Holy Men
- You Give Love a Bad Name (1987)

#### GG Allin & ANTiSEEN
- Murder Junkies (1991)
- Murder Junkies/Rough, Raw & Live (1993)

#### GG Allin & The Murder Junkies
- Brutality and Bloodshed for All (1993)

#### GG Allin & Shrinkwrap
- War Inside My Head/I'm Your Enemy (1993)

#### GG Allin & The Criminal Quartet
- Carnival of Excess (1995)
- Carnival of Excess: Limited Edition (2002)

### Videografia
- GG Allin: Live And Pissed (VHS nel 1988; DVD nel 2003)
- Hated: GG Allin and the Murder Junkies (VHS nel 1993; DVD nel 1999)
- Bleedin' Stinkin' & Drinkin' (VHS nel 1994)
- Outskirts Of Life (VHS nel 1998)
- GG Allin & The Murder Junkies - Raw, Brutal, Rough & Bloody - Best Of 1991 Live (DVD nel 2004)
- GG Allin & The Murder Junkies - Savage South - Best Of 1992 Tour (DVD nel 2005)
- Terror in America (DVD nel 1995)